# Noah Strømsted
Noah Strømsted, né le 29 juillet 2007 à Copenhague, est un pilote automobile danois. Vice-champion de Formule 4 danoise en 2021, il est ensuite sacré meilleur débutant en championnat d'Europe de Formule Régionale 2024 avec RPM. Lors de cette même saison, il fait ses débuts en Formule 3 FIA lors la dernière manche de la saison avec Campos. En 2025, il rejoint l'équipe Trident Racing pour une campagne complète dans le championnat.

## Biographie

### Formule 4

#### 2021
Strømsted rejoint le championnat du Danemark de Formule 4 lors de la troisième manche, avec l'équipe FSP Racing. Dès ses débuts, il remporte sa première course et décroche une autre au cours du même week-end,. Il devient l'un des plus jeunes vainqueurs d'une course de Formule 4, à l'âge de 14 ans. Le Danois s'impose à nouveau lors de la manche suivante à Padborg Park, mais un accident lors de la deuxième course l'empêche de participer à la dernière course de l'épreuve. Strømsted termine sa saison en remportant les six dernières courses. Grâce à cette performance, il termine deuxième du championnat, malgré son absence lors des deux premières manches.

#### 2022
L'année suivante, il fait ses débuts en championnat d'Espagne de Formule 4 avec Campos Racing lors de l'avant-dernière manche de la saison à Navarre, après avoir dû attendre ses 15 ans pour pouvoir participer au championnat,. Son week-end débute avec une huitième place lors de la première course et une cinquième place dans la deuxième. Il décroche ensuite la pole position pour la course principale du dimanche, mais un mauvais départ suivi d'une collision mettent fin à sa course.

#### 2023
En préparation pour sa campagne principale, Strømsted participe au Championnat des Émirats arabes unis de Formule 4 2023 avec l'équipe PHM Racing. Avec une troisième place pour meilleur résultar, il termine neuvième du championnat.

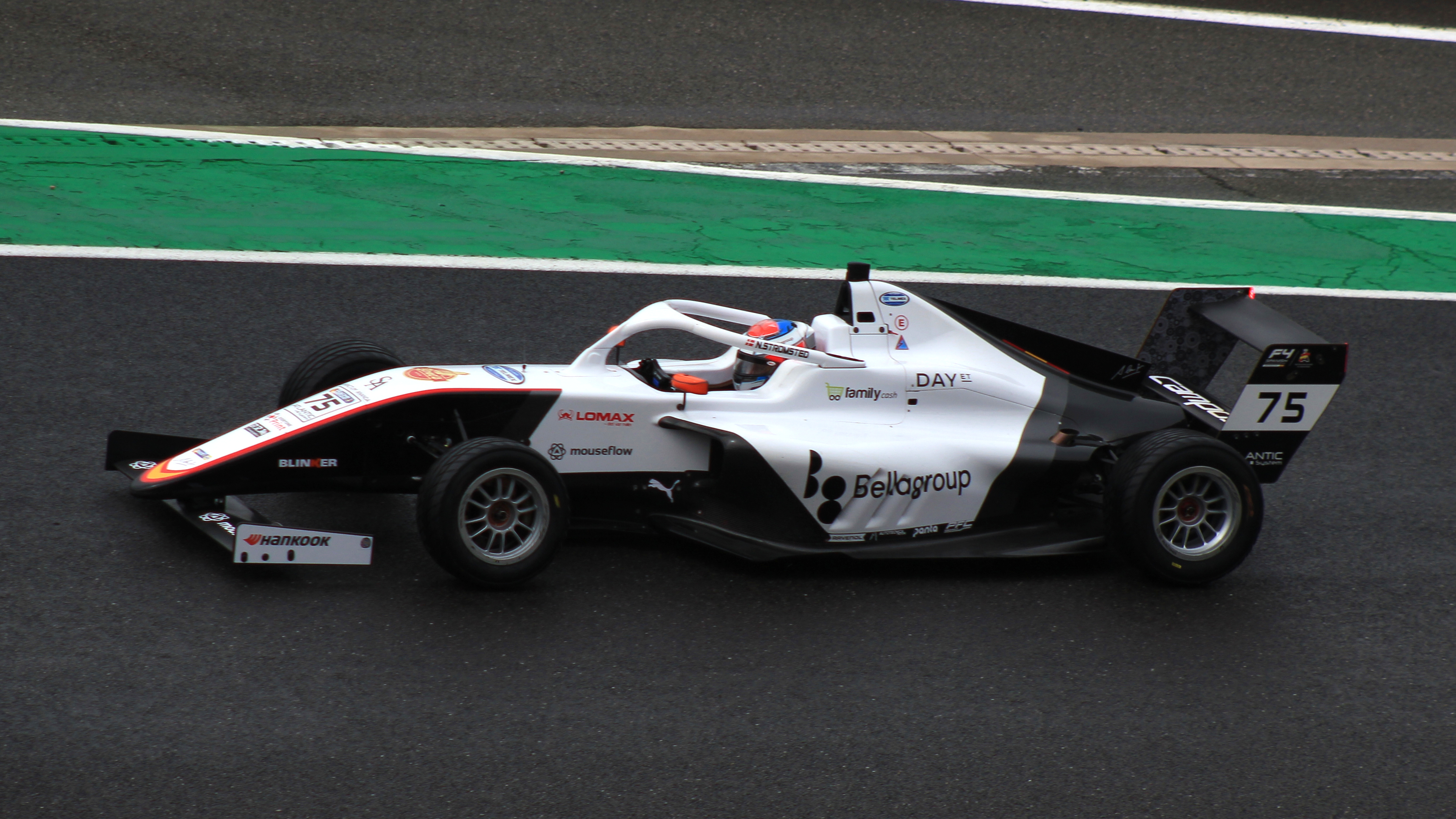
Strømsted à Spa-Francorchamps en Formule 4 espagnole en 2023

Strømsted reste avec Campos pour l'intégralité du Championnat d'Espagne de Formule 4. Il décroche son premier podium en Aragón, avant de réaliser un doublé sur le Circuit de Navarre,. Avec des résultats plus réguliers, il termine septième du championnat avec 135 points et trois podiums.

### Formule Régionale

#### 2023
Courant 2022, Strømsted annonce sa participation au Championnat d'Europe de Formule Régionale 2023 avec RPM. En participant en tant que pilote invité, il termine à la sixième place lors de sa première course, à Monza. Pour l'ultime manche de la saison, sur l'Hockenheimring, il termine quatorzième de la première course et treizième de la deuxième.

#### 2024

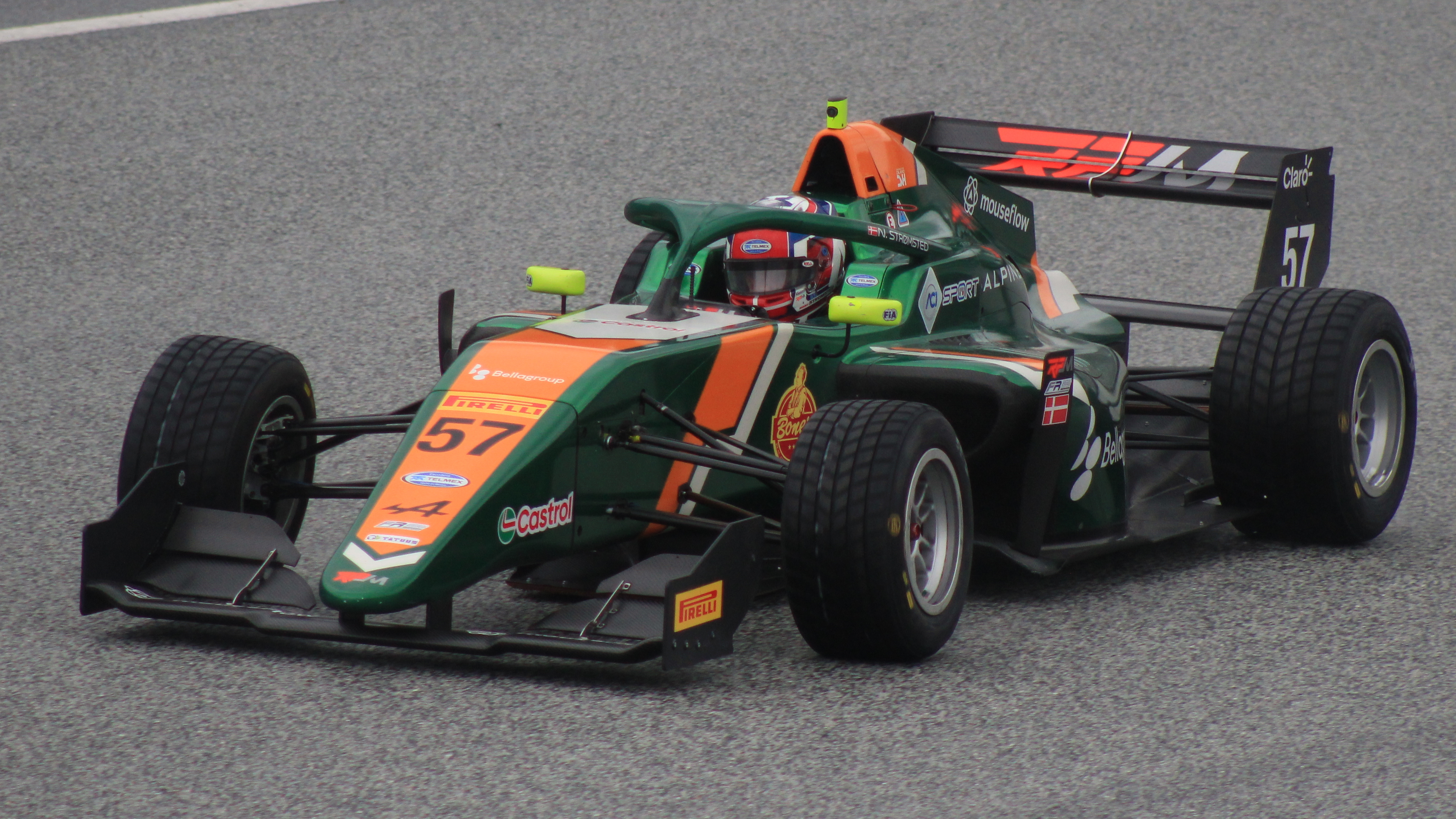
Noah Strømsted en Formule Régionale en 2024 à Spielberg.

En début de saison, Strømsted participe à une manche du championnat du Moyen-Orient de Formule Régionale 2024 avec Saintéloc Racing. Il termine deux fois à la 16e place et abandonne, se classant ainsi 29e au championnat.
En parallèle, Strømsted renouvelle son contrat avec RPM pour la saison 2024 du Championnat d'Europe de Formule Régionale. Lors de la première manche disputée sur l'Hockenheimring, il échoue à marquer des points. Il monte sur son premier podium à Spa-Francorchamps avec une troisième position. Avec des résultats réguliers, Strømsted décroche trois autres podiums, au Paul Ricard, à Imola et au Red Bull Ring,. Il signe également sa première pole position lors de la dernière manche. Avec 121 points et quatre podiums, Strømsted termine septième du championnat et remporte le titre de meilleur débutant, devant Evan Giltaire.

### Formula 3 FIA

#### 2024
Strømsted fait ses débuts en Formule 3 FIA avec Campos Racing lors de la finale de la saison à Monza, remplaçant Oliver Goethe. Il termine 17e de la course sprint, derrière la Van Amersfoort Racing de Sophia Flörsch. Pour la dernière course de la saison, il termine à la 23e position de la course principale après 10 secondes de pénalité à la suite d'un accrochage avec Tommy Smith.

#### 2025
En 2025, Strømsted est promu en tant que titulaire en Formule 3 chez Trident, aux côtés de l'Autrichien Charlie Wurz et du Brésilien Rafael Câmara, champion d'Europe de Formule Régionale 2024. Le 7 mars 2025, le Danois annonce son arrivée au sein du Mercedes Junior Team.

## Carrière

### Résultats en monoplace
| Saison | Championnat                                      | Écurie                      | Courses | Victoires | Pole positions | Meilleurs tours | Podiums | Points | Classement |
| ------ | ------------------------------------------------ | --------------------------- | ------- | --------- | -------------- | --------------- | ------- | ------ | ---------- |
| 2021   | Championnat du Danemark de Formule 4             | FSP Racing                  | 12      | 9         | 2              | 9               | 10      | 243    | 2e         |
| 2022   | Championnat d'Espagne de Formule 4               | Campos Racing               | 6       | 0         | 1              | 0               | 0       | 0†     | n.c        |
| 2023   | Championnat des Émirats arabes unis de Formule 4 | PHM Racing                  | 15      | 0         | 0              | 0               | 1       | 55     | 9e         |
| 2023   | Championnat d'Espagne de Formule 4               | Campos Racing               | 21      | 0         | 0              | 1               | 3       | 135    | 7e         |
| 2023   | Formule Régionale Europe                         | Race Performance Motorsport | 4       | 0         | 0              | 0               | 0       | 0†     | n.c        |
| 2024   | Formule Régionale Moyen-Orient                   | Saintéloc Racing            | 3       | 0         | 0              | 0               | 0       | 0      | 29e        |
| 2024   | Formule Régionale Europe                         | Race Performance Motorsport | 20      | 0         | 1              | 3               | 4       | 121    | 6e         |
| 2024   | Formule 3 FIA                                    | Campos Racing               | 2       | 0         | 0              | 0               | 0       | 0      | 32e        |
| 2025   | Formule 3 FIA                                    | Trident                     | 17      | 1         | 0              | 3               | 3       | 73     | 7e         |

† Strømsted étant un pilote invité, il était inéligible aux points.

### Résultats en championnat des Émirats arabes unis de Formule 4
(Les courses en gras indiquent une pole position) (Les courses en Italiques indiquent un meilleur tour)
| Saison | Ecurie     | 1         | 2        | 3         | 4        | 5        | 6         | 7        | 8         | 9          | 10         | 11       | 12        | 13      | 14       | 15      | Pos | Points |
| ------ | ---------- | --------- | -------- | --------- | -------- | -------- | --------- | -------- | --------- | ---------- | ---------- | -------- | --------- | ------- | -------- | ------- | --- | ------ |
| 2023   | PHM Racing | DUB1 1 36 | DUB1 2 7 | DUB1 3 30 | KMT1 1 8 | KMT1 2 6 | KMT1 3 15 | KMT2 1 5 | KMT2 2 12 | KMT2 3 37† | DUB2 1 Abd | DUB2 2 3 | DUB2 3 23 | YAS 1 5 | YAS 2 30 | YAS 3 9 | 9e  | 55     |

### Résultats en championnat d'Espagne de Formule 4
(Les courses en gras indiquent une pole position) (Les courses en Italiques indiquent un meilleur tour)
| Saison | Ecurie        | 1       | 2       | 3        | 4       | 5       | 6       | 7       | 8       | 9       | 10        | 11      | 12      | 13       | 14      | 15       | 16       | 17        | 18        | 19      | 20      | 21        | Pos | Points |
| ------ | ------------- | ------- | ------- | -------- | ------- | ------- | ------- | ------- | ------- | ------- | --------- | ------- | ------- | -------- | ------- | -------- | -------- | --------- | --------- | ------- | ------- | --------- | --- | ------ |
| 2022   | Campos Racing | ALG 1   | ALG 2   | ALG 3    | JER 1   | JER 2   | JER 3   | CRT 1   | CRT 2   | CRT 3   | SPA 1     | SPA 2   | SPA 3   | ARA 1    | ARA 2   | ARA 3    | NAV 1 8  | NAV 2 5   | NAV 3 Abd | CAT 1 6 | CAT 2 5 | CAT 3 30† | NC† | 0      |
| 2023   | Campos Racing | SPA 1 4 | SPA 2 6 | SPA 3 Np | ARA 1 3 | ARA 2 6 | ARA 3 4 | NAV 1 3 | NAV 2 8 | NAV 3 2 | JER 1 Abd | JER 2 5 | JER 3 9 | EST 1 12 | EST 2 6 | EST 3 13 | CRT 1 20 | CRT 2 Abd | CRT 3 5   | CAT 1 5 | CAT 2 5 | CAT 3 8   | 7e  | 135    |

### Résultats en championnat d'Europe de Formule Régionale
(Les courses en gras indiquent une pole position) (Les courses en Italiques indiquent un meilleur tour)
| Saison | Ecurie | 1        | 2        | 3       | 4     | 5        | 6       | 7         | 8        | 9       | 10      | 11        | 12    | 13       | 14    | 15        | 16      | 17      | 18      | 19        | 20       | Pos. | Points |
| ------ | ------ | -------- | -------- | ------- | ----- | -------- | ------- | --------- | -------- | ------- | ------- | --------- | ----- | -------- | ----- | --------- | ------- | ------- | ------- | --------- | -------- | ---- | ------ |
| 2023   | RPM    | IMO 1    | IMO 2    | CAT 1   | CAT 2 | HUN 1    | HUN 2   | SPA 1     | SPA 2    | MUG 1   | MUG 2   | LEC 1     | LEC 2 | RBR 1    | RBR 2 | MNZ 1 Abd | MNZ 2 6 | ZAN 1   | ZAN 2   | HOC 1 14  | HOC 2 13 | NC†  | 0      |
| 2024   | RPM    | HOC 1 11 | HOC 2 12 | SPA 1 4 | SPA 2 | ZAN 1 14 | ZAN 2 4 | HUN 1 Abd | HUN 2 15 | MUG 1 9 | MUG 2 9 | LEC 1 Abd | LEC 2 | IMO 1 11 | IMO 2 | RBR 1 9   | RBR 2   | CAT 1 5 | CAT 2 6 | MNZ 1 28† | MNZ 2 10 | 6e   | 121    |

### Résultats en championnat de Formule 3 FIA
(Les courses en gras indiquent une pole position) (Les courses en Italiques indiquent un meilleur tour)
| Saison | Ecurie        | 1       | 2       | 3       | 4       | 5       | 6       | 7       | 8       | 9       | 10      | 11      | 12      | 13      | 14      | 15      | 16      | 17      | 18      | 19         | 20          | Pos. | Points |
| ------ | ------------- | ------- | ------- | ------- | ------- | ------- | ------- | ------- | ------- | ------- | ------- | ------- | ------- | ------- | ------- | ------- | ------- | ------- | ------- | ---------- | ----------- | ---- | ------ |
| 2024   | Campos Racing | BHR SPR | BHR FEA | MEL SPR | MEL FEA | IMO SPR | IMO FEA | MON SPR | MON FEA | CAT SPR | CAT FEA | RBR SPR | RBR FEA | SIL SPR | SIL FEA | HUN SPR | HUN FEA | SPA SPR | SPA FEA | MNZ SPR 17 | MNZ FEA 23† | 32e  | 0      |
| 2025   | Trident       | BHR SPR | BHR FEA | MEL SPR | MEL FEA | IMO SPR | IMO FEA | MON SPR | MON FEA | CAT SPR | CAT FEA | RBR SPR | RBR FEA | SIL SPR | SIL FEA | SPA SPR | SPA FEA | HUN SPR | HUN FEA | MNZ SPR    | MNZ FEA     | *    | *      |

* Saison en cours.